# Ueno, Tokyo

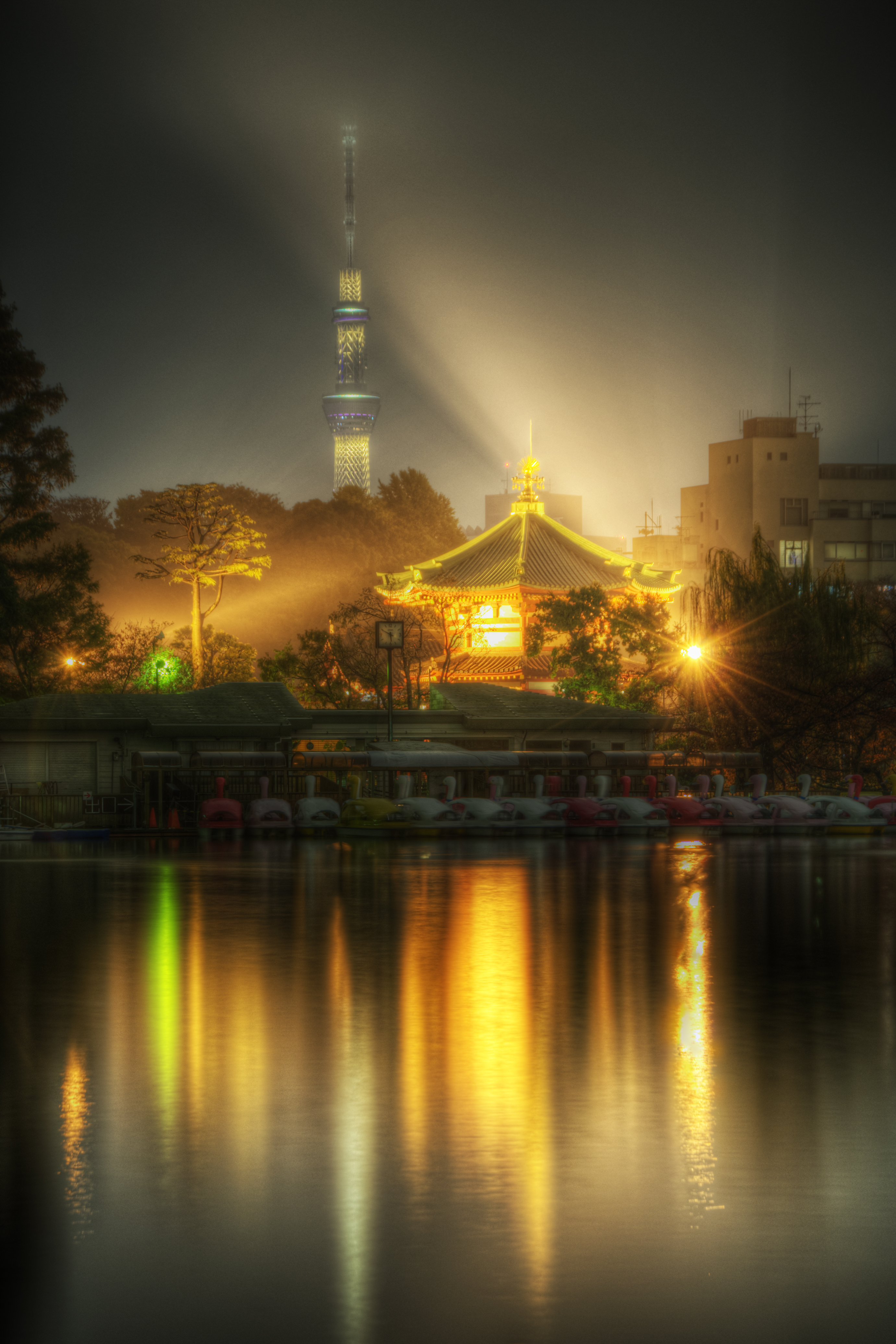
Uenoparken med Skytree i bakgrunden.

Ueno är en stadsdel i östra Tokyo. I Ueno finns bland annat Tokyos nationalmuseum, Tokyos vetenskapsmuseum och Tokyos museum för västerländsk konst.
I stadsdelen finns även Uenoparken med Ueno zoo.
Ueno station är en järnvägsknutpunkt med anslutningar för ett flertal järnvägslinjer bland andra Yamanotelinjen och ett par linjer i Tokyos tunnelbana. Det är en station på Tohoku Shinkansen och var mellan åren 1985 och 1991 dess södra ändstation innan banan förlängdes till Tokyo station.